# Punch-Out!!
 (novembre 2015).
Si vous disposez d'ouvrages ou d'articles de référence ou si vous connaissez des sites web de qualité traitant du thème abordé ici, merci de compléter l'article en donnant les références utiles à sa vérifiabilité et en les liant à la section « Notes et références ».
Cet article concerne la série de jeux vidéo Punch-Out!!. Pour le jeu sorti en arcade en 1983, voir Punch-Out!! (jeu vidéo, 1983). Pour le jeu sorti sur Wii en 2009, voir Punch-Out!! (jeu vidéo, 2009).
Punch-Out!! est une série de jeux vidéo créée par Nintendo, sortie sur consoles Nintendo, ordinateurs personnels et en arcade.

## Système de jeu
Le jeu consiste en des combats de boxe, de trois rounds, s'achevant souvent par des KO ou TKO. On contrôle Little Mac, entraîné par Doc Louis. Contrôlé de dos, le gameplay consiste à esquiver les coups et frapper l'adversaire. Le cumul de jauge de KO ou de « coups étoilés » permet de donner de super-frappes.

## Personnages
Les adversaires de Little Mac sont variés, disposent le plus souvent d'une meilleure corpulence et musculature et pour certains, utilisent des armes.
Les personnages, dans un style cartoon, jouent sur des stéréotypes et clichés régionaux : l'irlandais agressif, le japonais karatéka, l'hindou avec des pouvoirs mystiques, le canadien buveur, le russe alcoolique, l'espagnol romantique fan de Carmen… On peut aussi avoir des adversaires spéciaux comme Super Macho Man ou King Hippo, au poids inconnu. Le jeu dérivé sur arcade, Arm Wrestling, applique le même principe avec comme adversaire un cow-boy texan, un sumo, un singe-robot et le monstre de Frankenstein.

## Liste de jeux
| Titre                    | Plates-formes                                                                             | Date                                                                     |
| ------------------------ | ----------------------------------------------------------------------------------------- | ------------------------------------------------------------------------ |
| Punch-Out!!              | Arcade                                                                                    | Japon : 1983 Amérique du Nord et Europe : 1984                           |
| Boxing                   | Game & Watch                                                                              | Amérique du Nord et Europe : 1984                                        |
| Super Punch-Out!!        | Arcade, Amstrad CPC, Commodore 16, Commodore 64, Commodore Plus/4, MS-DOS, ZX Spectrum    | Japon : 1984 Amérique du Nord et Europe : 1985                           |
| Arm Wrestling            | Arcade                                                                                    | Amérique du Nord : 1985                                                  |
| Mike Tyson's Punch-Out!! | NES, Wii (Console virtuelle), Nintendo 3DS (console virtuelle), Wii U (console virtuelle) | Japon : 1987, 2007 Amérique du Nord : 1987, 1990, 2007 Région PAL : 2007 |
| Super Punch-Out!!        | Super NES, Wii (Console virtuelle), Wii U (console virtuelle)                             | Japon : 1998 Amérique du Nord : 1994, 1996, 2009 Europe : 1995, 2009     |
| Punch-Out!!              | Wii, Wii U                                                                                | Amérique du Nord, Europe, Japon, Australie : 2009                        |
| Doc Louis's Punch-Out!!  | WiiWare                                                                                   | Amérique du Nord : 2009                                                  |